# Holubinka žlučová
Holubinka žlučová (Russula fellea) je druh houby z čeledi holubinkovitých (Russulaceae).

## Znaky
Středně masitý klobouk dorůstá 4–9 cm v průměru. V mládí polokulovitý klobouk se postupně rozprostírá do plochy, přičemž se v jeho středu formuje mělká prohlubinka. Po obvodu je klobouk v dospělosti rýhovaný. Pokožka je hladká, ve vlhkém prostředí lepkavá, barvu má okrovou, slámovou až ryšavou, lze ji sloupnout až do poloviny průměru.
Křehké, bledé lupeny jsou u třeně připojené, na klobouku středně hustě uspořádané, postupně však řídnou. Bývají propojené žilkami, někdy i větvené. Výtrusný prach je bledě krémový.
Třeň je smetanově bílý, válcovitý, 4–8 cm dlouhý, pevný, ve stáří zvrásnělý.
Dužnina je křehká, bílá až nažloutlá, chuťově velice palčivá. Vůní může připomínat listy pelargonie, hořčici, plesnivý citron nebo jablečný kompot, u starších exemplářů dokonce rybinu.

## Užití
Nejedlý druh.

## Ekologie
Od července do listopadu můžeme tuto holubinku najít ve všech typech lesa, preferuje buky, borovicemi a duby. Má ráda kyselejší podloží.

## Rozšíření
Druh byl pozorován v oblastech Evropy, Severní Ameriky, Blízkého východu, Ruska a jihu Afriky.

## Galerie

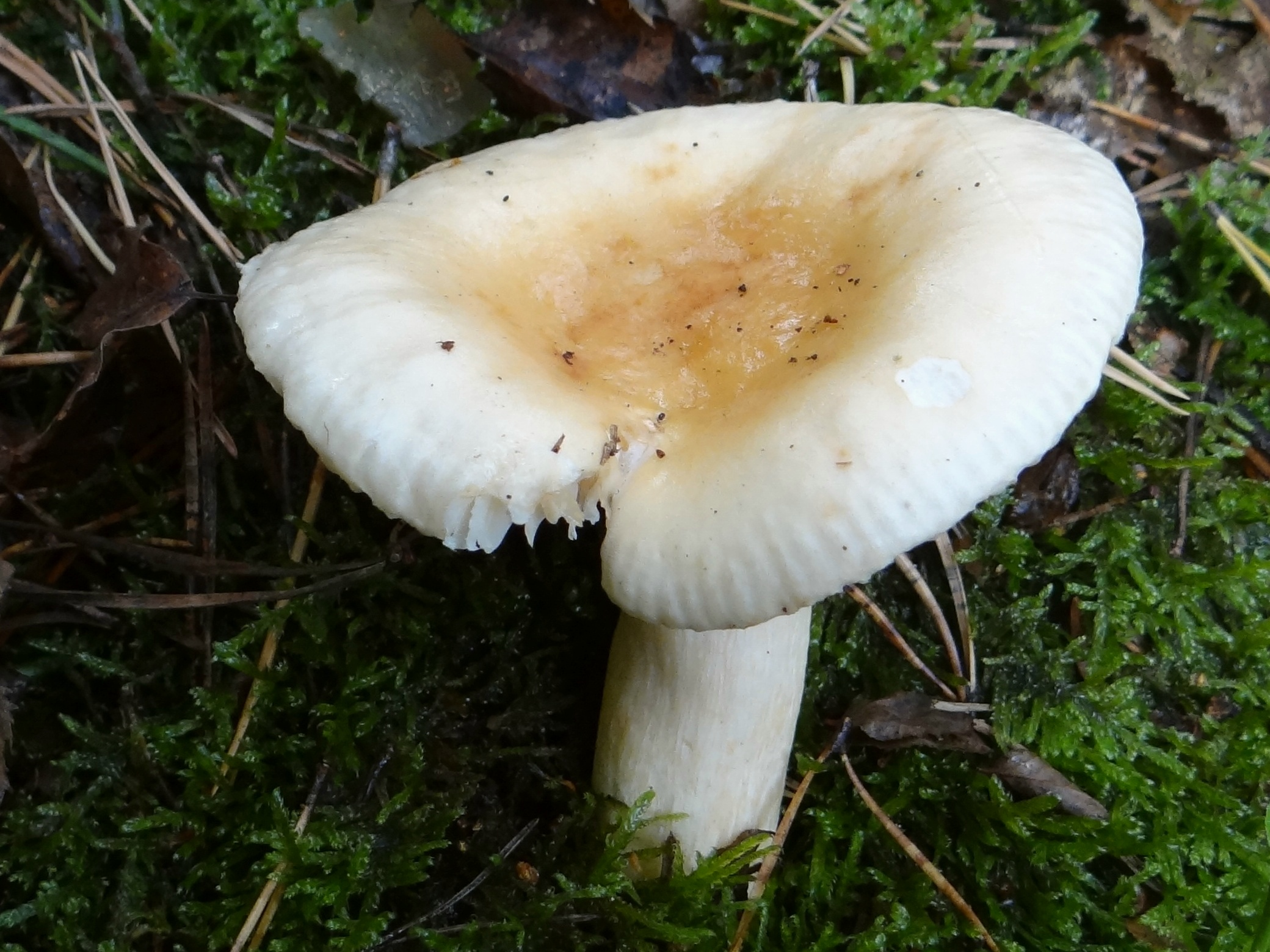
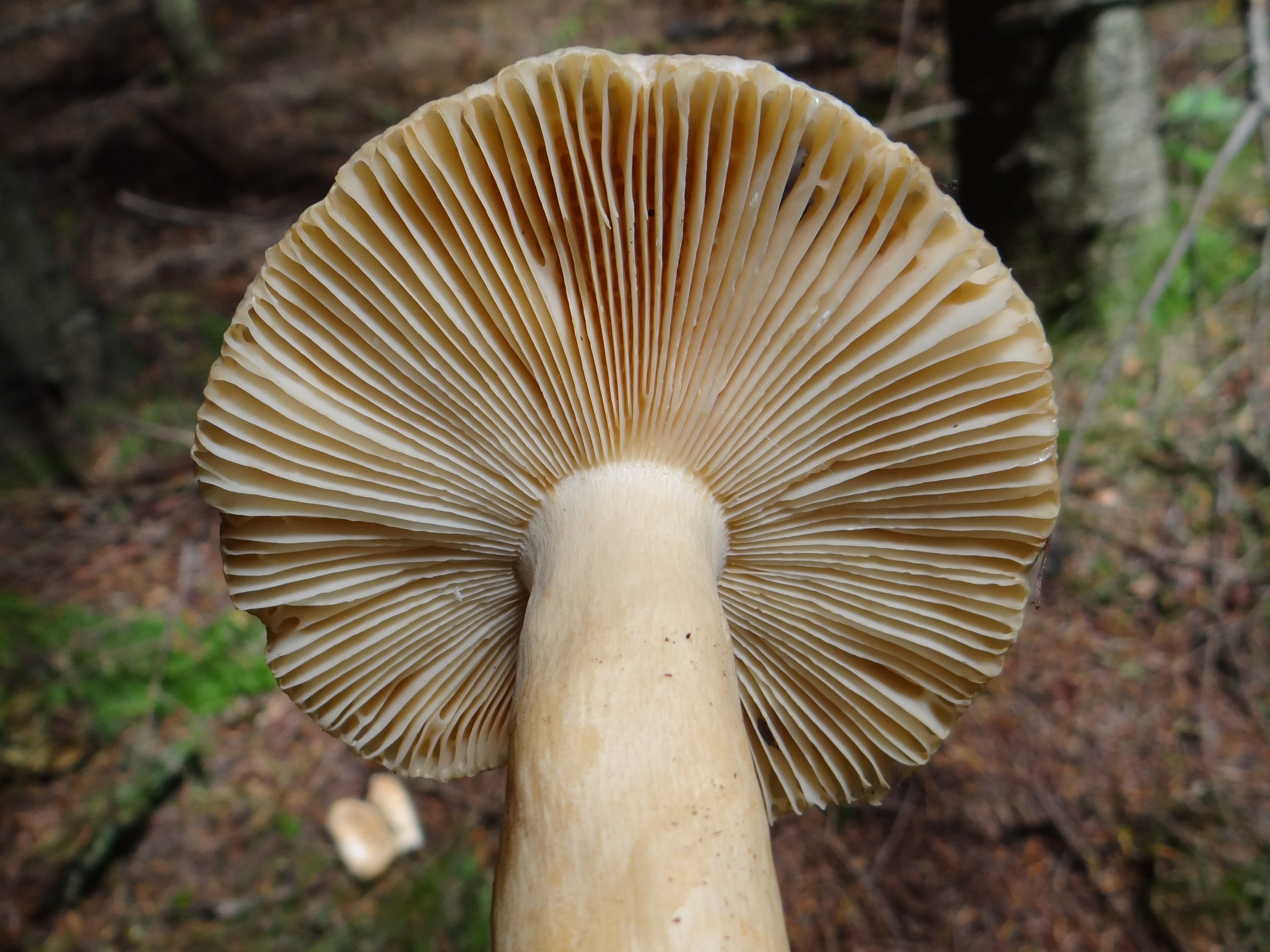
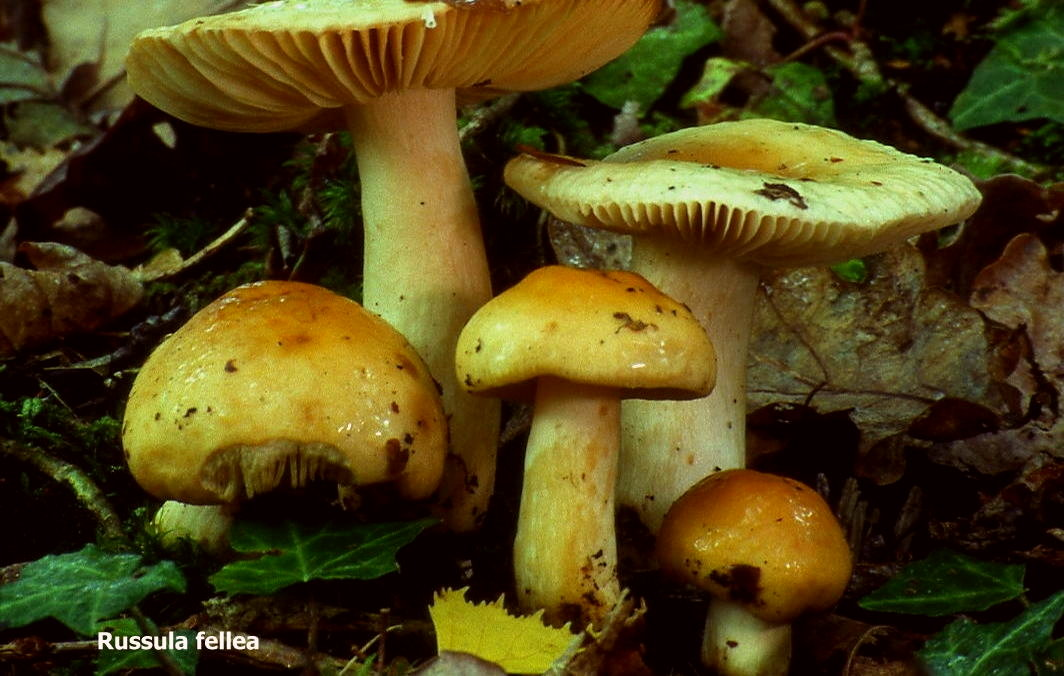
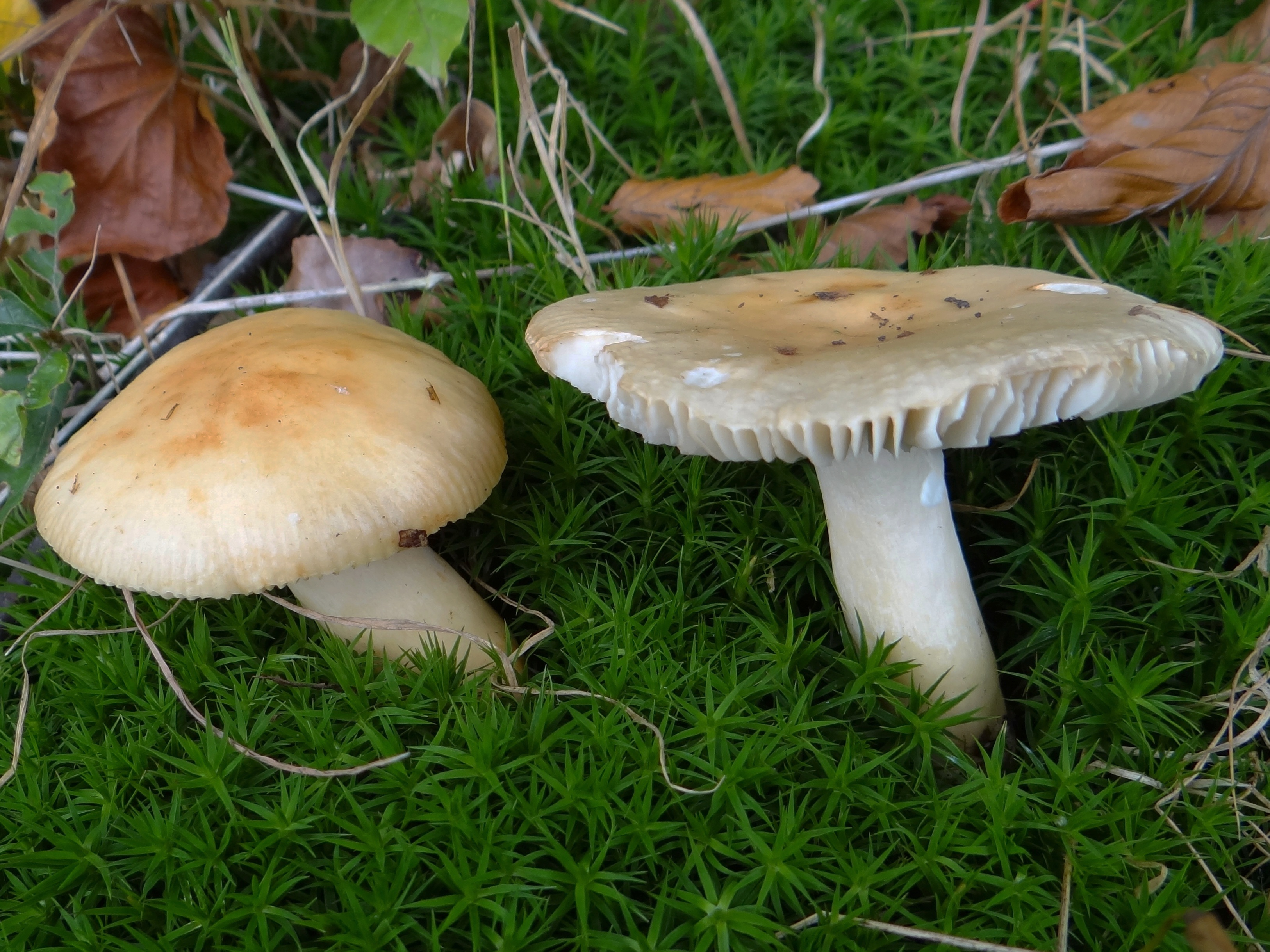
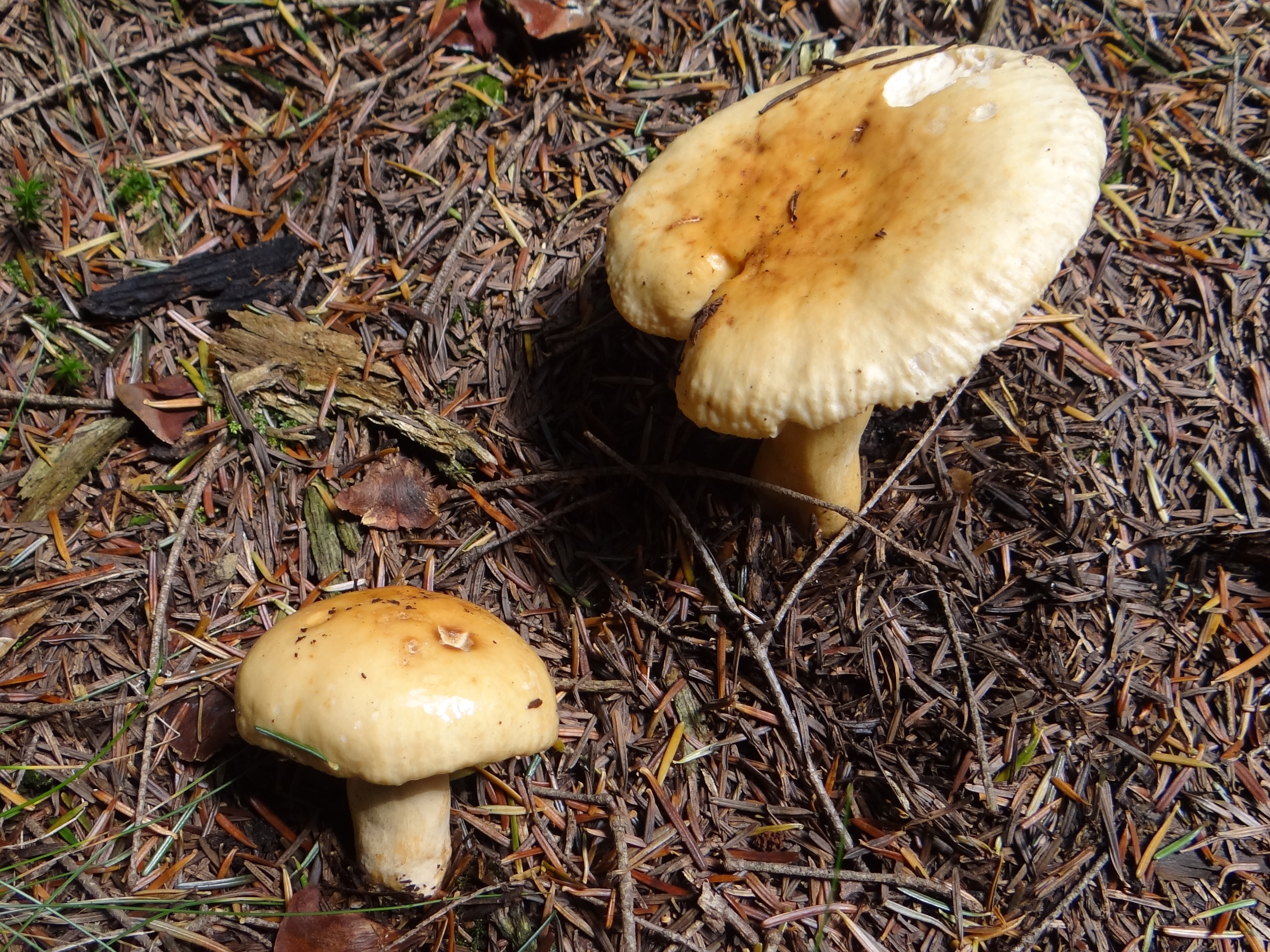

## Možnost záměny
- Holubinka hlínožlutá (Russula ochroleuca)
- Holubinka sluneční (Russula solaris)
- Holubinka pružná (Russula farinipes)
- Holubinka žlutá (Russula lutea)
- Holubinka chromová (Russula claroflava)
- Holubinka měnlivá (Russula risigallina)[2][3]